# Conjunto calentano
Le conjunto calentano est une expression artistique de la région culturelle de Cali, au Mexique, composée de l'État de Mexico, de Guerrero et de Michoacán ; elle mêle musique, danse et poésie rustique. 

## Caractéristiques
Son rythme est frénétique, harmonique, généralement sesquialtère, alternant généralement des mesures de 6/8 et 3/4, avec des syncopes et des contretemps. Un ensemble de conjunto calentano se compose d'un violon, d'une guitare et d'une tamborita, et peut également comprendre une guitare, une harpe et une contrebasse. Son répertoire comprend plus de douze genres musicaux, parmi lesquels se distinguent le son calentano et le gusto, ainsi que d'autres formes musicales telles que l'india, la malagueña, la valse, la polka, le paso doble, le foxtrot, le swing, le danzón, le boléro, le menuet, le corrido, la ranchera, la berceuse, la marche funèbre, la diana, la musique religieuse, et la musique d'enterrement.
Parmi ses interprètes et compositeurs les plus remarquables figurent Isaías Salmerón Pastenes, Juan Bartolo Tavira, Filiberto Salmerón Apolinar, Juan Reynoso Portillo, Ángel Tavira, Hilario Salgado, Alfonso Salgado, Serafín Ibarra Cortez, José Natividad Leandro Chávez, entre autres,,.